# Château-Voué
Château-Voué là một xã trong vùng Grand Est, thuộc tỉnh Moselle, quận Château-Salins, tổng Château-Salins. Tọa độ địa lý của xã là 48° 51' vĩ độ bắc, 06° 37' kinh độ đông. Château-Voué nằm trên độ cao trung bình là 250 mét trên mực nước biển, có điểm thấp nhất là 214 mét và điểm cao nhất là 334 mét. Xã có diện tích 7,47 km², dân số vào thời điểm 1999 là 98 người; mật độ dân số là 13 người/km². Xã nằm về phía đông của Metz.

## Thông tin nhân khẩu
| 1962 | 1968 | 1975 | 1982 | 1990 | 1999 |
| ---- | ---- | ---- | ---- | ---- | ---- |
| 126  | 121  | 107  | 93   | 76   | 98   |